# Focicchia
Focicchia (en cors Fughjuchja) és un municipi francès, situat a la regió de Còrsega, al departament d'Alta Còrsega. L'any 1999 tenia 30 habitants.

## Demografia
| 1962 | 1968 | 1975 | 1982 | 1990 | 1999 |
| ---- | ---- | ---- | ---- | ---- | ---- |
| 31   | 54   | 48   | 34   | 22   | 30   |

## Administració
| Període   | Identitat          | Partit | Qualitat |  |
| --------- | ------------------ | ------ | -------- |  |
| 2001-2008 | Marie Lucie Angeli |        |          |  |
| 2008-     | Georges Fede       |        |          |  |